# Parc national de Bandai-Asahi
Pour les articles homonymes, voir Bandai.
Le parc national de Bandai-Asahi (磐梯朝日国立公園, Bandai Asahi Kokuritsu Kōen) est un parc national japonais situé dans la région de Tōhoku. Le parc a été fondé le 5 septembre 1950 et couvre une surface de 1 870,41 km2.